# Kirche Lübs

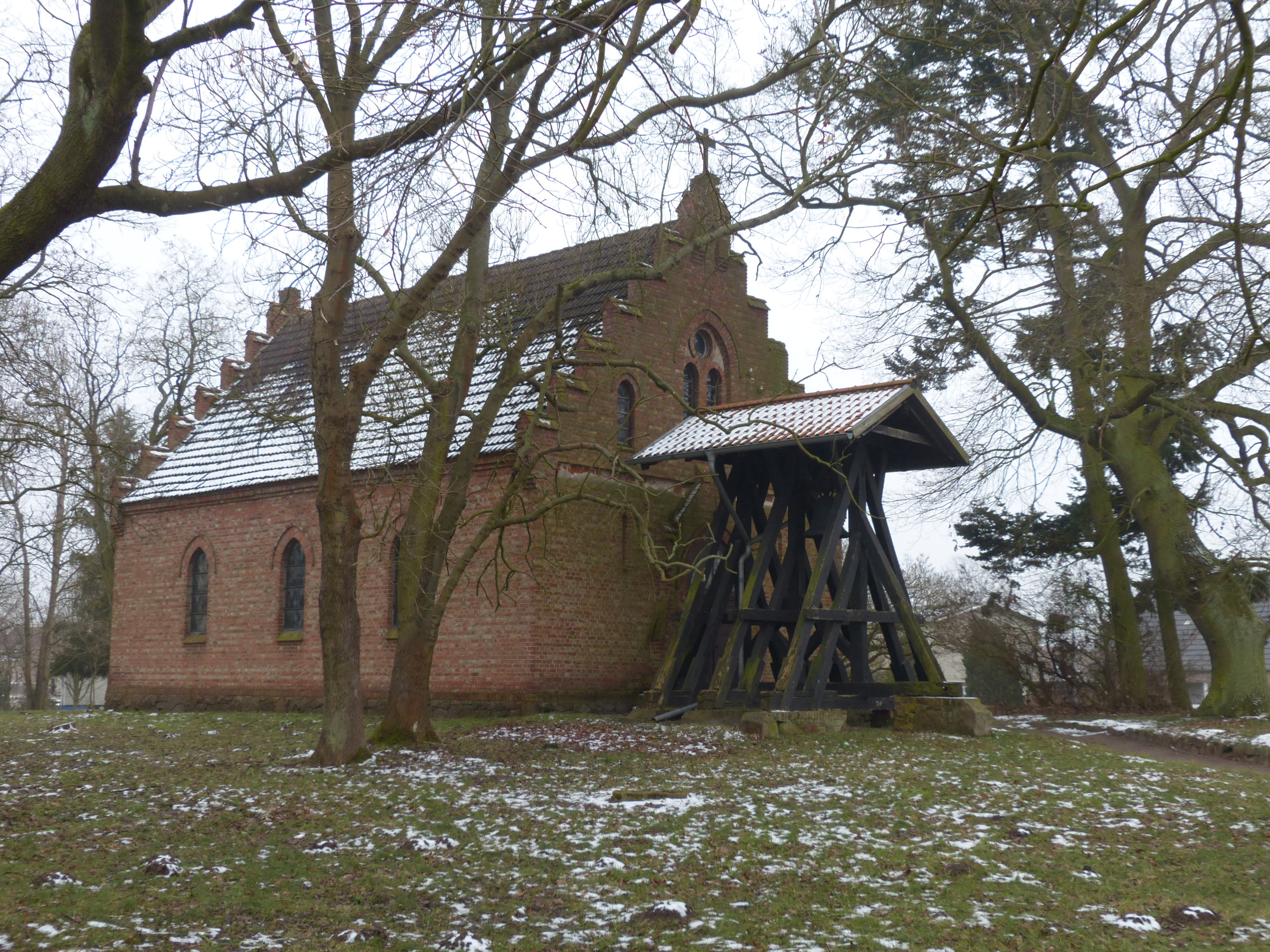
Kirche Lübs

Die Kirche Lübs in Lübs im Landkreis Vorpommern-Greifswald in Mecklenburg-Vorpommern gehört zum Pfarrsprengel Leopoldshagen in der Propstei Pasewalk im Kirchenkreis Pommern der Evangelisch-Lutherischen Kirche in Norddeutschland.
Seit dem 16. Jahrhundert befand sich in Lübs eine Kirche, die damals Filiale der Altwigshagener Kirche war. Der schlichte Fachwerkbau wurde 1897 durch einen Backsteinbau in neugotischen Formen ersetzt.
Die Kirche hat einen rechteckigen Grundriss. In der nördlichen Längsseite befinden sich drei, in der südlichen zwei spitzbogige Fenster und ein Portal mit spitzbogigem Oberlicht, im Ostgiebel zwei Fenster und eine Blende. Die Stufengiebel sind jeweils durch Putzbahnen abgesetzt. Darüber befinden sich jeweils zwei kleinere Fenster.
Der Kanzelaltar und das Kirchengestühl stammen aus dem 18. Jahrhundert. In der Kirche befinden sich die Schnitzfiguren der Anna selbdritt und des Johannes, die auf die erste Hälfte des 16. Jahrhunderts datiert werden.
Vor dem Westgiebel befindet sich ein freistehender Glockenstuhl. Die Glocke stammt aus dem 14. oder 15. Jahrhundert.